# Liebschützberg
Liebschützberg är en kommun i Landkreis Nordsachsen i förbundslandet Sachsen i Tyskland. Kommunen har cirka 2 900 invånare.